# Noi Olafsson
Noi Snæholm Olafsson, född 3 juli 1994, är en isländsk fotbollsspelare.

## Karriär

### Tidig karriär
Olafsson började spela fotboll i engelska East Grinstead Town som sexåring. Mellan 2007 och 2011 spelade han för isländska KR Reykjavík. 2012 kom Olafsson till Sverige och började spela fotboll i division 3-klubben Viggbyholms IK. 2013 spelade han för division 4-klubben IFK Vaxholm.
Inför säsongen 2014 gick Olafsson till Sala FF. Inför säsongen 2015 gick han till division 2-klubben BKV Norrtälje.

### IK Frej
I januari 2017 värvades Olafsson av IK Frej. Olafsson gjorde sin Superettan-debut den 10 april 2017 i en 2–1-vinst över Åtvidabergs FF, där han blev inbytt i den 89:e minuten mot Joakim Runnemo.

### Nyköpings BIS
I mars 2018 värvades Olafsson av division 1-klubben Nyköpings BIS, där han skrev på ett halvårskontrakt.

### Syrianska FC
I augusti 2018 värvades Olafsson av Syrianska FC.

### Senica
I juli 2020 värvades Olafsson av slovakiska Senica, där han skrev på ett tvåårskontrakt med option på ytterligare ett år. I januari 2021 lämnade Olafsson klubben.